# Henri Baillon
Pour les articles homonymes, voir Baillon.
Henri Ernest Baillon est un botaniste et un médecin français, né le 30 novembre 1827 à Calais et mort le 19 juillet 1895 à Paris.

## Biographie
Il obtient son doctorat en médecine à Paris en 1855 et passe l'agrégation en médecine en 1857. Il passe aussi un doctorat en sciences naturelles en 1858. Il succède à Moquin-Tandon à la chaire d'histoire naturelle médicale de l'école de médecine de Paris en 1863. Il devient, plus tard, professeur d'hygiène et d'histoire naturelle à l'École centrale des arts et manufactures.
Il est fait chevalier de la Légion d'honneur le 14 août 1867 et promu officier le 13 juillet 1888.
Jacques Leandri (1903-1982) — qui ne l'a pas connu personnellement puisqu'il est né après la mort de Baillon — dit de lui : « D'un caractère à la fois difficile et ironique qui lui avait fait des ennemis et si ses partisans, au Muséum comme à l'Institut, étaient chauds et convaincus, ses ennemis ne l'étaient pas moins » ; et François Gagnepain (1866-1952) : « Beaucoup d'esprit mais un peu pointu ». De fait, Baillon ne met pas de gants dans ses critiques. On peut lire par exemple : « Il paraît qu'avec son inexactitude habituelle dans l'observation de ce qui concerne l'organisation végétale, il (Duchartre) aura pris pour un ovule unique un gros placenta tout chargé d'ovules anatropes » ; et, moins de 20 lignes plus loin : « Je n'ai pas besoin de dire que celui dont les descriptions réunissent le plus d'erreurs est, comme toujours, M. Decaisne », suivi de démonstration à l'appui. Ce qui colore l'attitude de Decaisne (voir ci-dessous la section « Sociétés savantes »), mais sur le fond Baillon a raison : 150 ans plus tard on s'étonne encore de la « relative médiocrité théorique de Joseph Decaisne ». Baillon ne réserve pas ses sarcasmes à ses collègues : la Revue encyclopédique de 1895 précise qu'il a une réputation d’examinateur terrible et est particulièrement redouté des étudiants en médecine. Ce qui ne l'empêche pas d'emmener un groupe d'étudiants sur la tombe de Jean-Jacques Rousseau à Ermenonville pour le centenaire de la mort du « père de la Révolution » et d'y prononcer un discours célébrant l'herboristerie et la botanique, la science de l'observation primant sur le savoir des mots.
On doit à Henri Baillon un Dictionnaire de botanique ainsi qu'une volumineuse Histoire des plantes.
Il meurt subitement, frappé d'une congestion dans son bain. Sa tombe est au cimetière de Montparnasse (Paris), 8e division.

## Distinctions
- Officier de la Légion d'honneur

## Sociétés savantes
Il est membre de la Société botanique de France depuis son origine en 1854[réf. nécessaire], de la Royal Society le 26 avril 1894, de l'Académie roumaine,[réf. nécessaire] de l'Académie des sciences de Saint-Pétersbourg et de la Société Royale d'Upsala (Suéde). Il n'a pas été membre de l'Académie des sciences de Paris : Decaisne ne lui aura pas pardonné les 112 pages que Baillon a consacrées à décrire ses erreurs botaniques,…

## Principales publications
Voir la liste des publications disponibles sur biodiversitylibrary.org.
- [1858] Étude générale du groupe des Euphorbiacées, 678 p. (lire en ligne), avec Atlas.
- [1859] Monographie des Buxacées et des Stylocérées, 87 p. (lire en ligne).
- [1860] Recherches organogéniques sur la fleur femelle des Conifères (mémoire présenté à l'Académie des sciences le 30 avril 1860. Voir aussi Nouvelles recherches sur la fleur femelle des Conifères dans Adansonia, t. 5, p. 1-16), 21 p. (lire en ligne).
- [1864] Recherches sur l'organisation, le développement et l'anatomie des Caprifoliacées, 29 p. (lire en ligne).
- [1860-1879] Adansonia, recueil périodique d'observations botaniques (douze tomes) (présentation en ligne).

- 1860. t. 1, 384 p.
- 1861-1862. t. 2, 384 p.
- 1862-1863. t. 3, 384 p.
- 1863-1864. t. 4, 382 p.
- 1864-1865. t. 5, 382 p.
- 1865-1866. t. 6, 384 p.

- 1866-1867. t. 7, 384 p.
- 1867-1868. t. 8, 384 p.
- 1868-1869. t. 9, 384 p.
- 1871-1873. t. 10, 384 p.
- 1873-1876. t. 11, 384 p.
- 1876-1879. t. 12, 384 p.

- [1867-1895] Histoire des plantes (51 vol.) :

- 1868. Monographie des Magnoliacées
- 1868. Monographie des Renonculacées
- 1868. Monographie des Dilléniacées
- 1868. Monographie des Anonacées
- 1869. Monographie des Rosacées
- 1869. Monographie des Connaracées et des Légumineuses-Mimosées
- 1869. Monographie des Monimiacées
- 1870. Monographie des Lauracées, Élaeagnacées et Myristicacées
- 1870. Monographie des Légumineuses Papilionacées
- 1870. Monographie des Protéacées
- 1871. Monographie des Résédacées, Crassulacées et Saxifragacées
- 1871. Monographie des Ménispermacées et des Berbéridacées
- 1871. Monographie des Crucifères
- 1871. Monographie des Nympheacées
- 1871. Monographie des Pipéracées et des Urticacées
- 1871. Monographie des Papavéracées et des Capparidacées
- 1872. Monographie des Tiliacées, Dipterocapacées, Chlaenacées et Ternstroemiacées
- 1872. Monographie des Malvacées
- 1872. Monographie des Bixacées, Cistacées et Violacées
- 1872. Monographie des Nyctaginacées et des Phytolaccacées
- 1873. Monographie des Géraniacées, Linacées, Trémandracées, Polygalacées et Vochysiacées
- 1873. Monographie des Ochnacées et des Rutacées
- 1874. Monographie des Térébinthacées et des Sapindacées
- 1874. Monographie des Euphorbiacées
- 1874. Monographie des Malpighiacées et des Méliacées
- 1875. Monographie des Célastracées et des Rhamnacées
- 1875. Monographie des Pénaeacées des Thymélaeacées et des Ulmacées
- 1876. Monographie des Castanéacées des Combrétacées et des Rhizophoracées

- 1877. Monographie des Myrtacées, Hypéracacées, Clusiacées, Lythrariacées, Onagrariacées et Balanophoracées
- 1879. Monographie des Mélastomacées, Cornacées et Ombellifères
- 1879. Monographie des Rubiacées des Valérianacées et des Dipsacacées
- 1882. Monographie des Composées
- 1886. Monographie des Campanulacées, Cucurbitacées, Loasacées, Passifloracées & Bégoniacées
- 1886. Monographie des Aristolochiacées, Cactacées, Mésembryanthémacées et Portulacacées
- 1887. Monographie des Caryophyllacées, Chénopodiacées, Élatinacées et Frankéniacées
- 1888. Monographie des Bignoniacées et Gesneriacées
- 1888. Monographie des Droséracées, Tamaricacées, Salicacées, Batidacées, Podostémacées, Plantaginacées, Solanacées, Scrofulariacées
- 1889. Monographie des Gentianacées et Apocynacées
- 1890. Monographie des Asclépidiadacées, Convolvulacées, Polémoniacées et Boraginacées
- 1891. Monographie des Labiées, Verbénacées, Éricacées et Ilicacées
- 1891. Monographie des Acanthacées
- 1891. Monographie des Ébénacées, Oléacées et Sapotacées
- 1892. Monographie des Primulacées, Utriculariacées, Plombaginacées, Polygonacées, Juglandacées et Loranthacées
- 1892. Monographie des Conifères, Gnétacées, Cycadacées, Alismacées, Triuridacées, Typhacées, Najadacées et Centrolépidacées
- 1893. Monographie des Cypéracées, Restiacées et Ériocaulacées
- 1893. Monographie des Graminées
- 1894. Monographie des Taccacées, Burmanniacées, Hydrocharidacées, Commelinacées, Xyridacées, Mayacacées, Phylidracées
- 1894. Monographie des Amaryllidacées, Broméliacées et Iridacées
- 1894. Monographie des Liliacées
- 1895. Monographie des Palmiers
- 1895. Monographie des Pandanacées, Cyclanthacées et Aracées

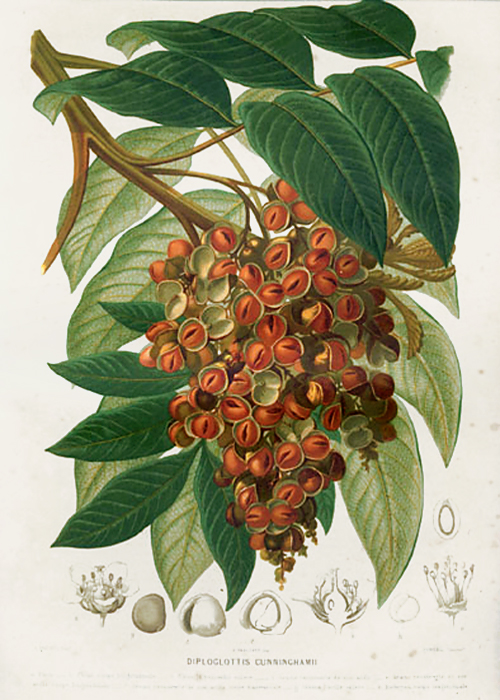
Diploglottis cunninghamii
.

- [1876-1892] Dictionnaire de botanique (ill. Auguste Faguet) :
  - 1876. t. 1 (« A-CHIR »), 788 p.
  - 1886. t. 2 (« CHLA-GYTO »), 776 p.
  - 1891. t. 3 (« HAAG-RYZI »), 756 p.
  - 1892. t. 4 (« SAAD-Y »), 340 p.
  - Atlas de 33 planches
- Histoire naturelle des plantes de Madagascar (six tomes dans la série Histoire physique, naturelle et politique de Madagascar par Alfred Grandidier) :
  - [1886] Histoire naturelle des plantes, vol. 28, t. 2 : Atlas I, 1re partie, 14e fasc. (lire en ligne).
  - [1888] Histoire naturelle des plantes, vol. 28, t. 2 : Atlas I, 2e partie, 18e fasc. (lire en ligne).
  - [1889] Histoire naturelle des plantes, vol. 28, t. 2 : Atlas I, 3e partie, 20e fasc. (lire en ligne).
  - [1890] Histoire naturelle des plantes, vol. 28, t. 3 : Atlas 2, 1re partie, 22e fasc. (lire en ligne).
  - [1891] Histoire naturelle des plantes, vol. 28, t. 3 : Atlas 2, 2e partie, 27e fasc. (lire en ligne).
  - [1892] Histoire naturelle des plantes, vol. 28, t. 3 : Atlas 2, 3e partie, 30e fasc. (lire en ligne).

- 1883-1884. Traité de botanique médicale phanérogamique